# 一铋化铯
一铋化铯是一种无机化合物，化学式为CsBi，它可由铋和铯按化学计量比反应制得，它是单斜晶系晶体，空间群P21/c。它难溶于乙二胺或二甲基甲酰胺（DMF）中，但在18-冠-6的存在下可溶于DMF中。